# 1928年アムステルダムオリンピックのデンマーク選手団
1928年アムステルダムオリンピックのデンマーク選手団（1928ねんアムステルダムオリンピックのデンマークせんしゅだん）は、1928年7月28日から8月12日にかけてオランダのアムステルダムで開催された1928年アムステルダムオリンピックのデンマーク選手団、およびその競技結果。

## 概要
今大会は金メダル3個、銀メダル1個、銅メダル2個の合計6個のメダルを獲得した。

## メダル
| メダル | 選手名                                                     | 競技   | 種目                      |
| ------ | ---------------------------------------------------------- | ------ | ------------------------- |
| 金     | ヘンリー・ハンセン                                         | 自転車 | 男子個人ロードレース      |
| 金     | ヘンリー・ハンセン レオ・ニールセン オーラ・イェルゲンセン | 自転車 | 男子団体ロードレース      |
| 金     | ウィリー・ファルクハンセン                                 | 自転車 | 男子1000mタイムトライアル |
| 銅     | ウィリー・ファルクハンセン                                 | 自転車 | 男子スプリント            |